# Brachygluta helferi
Brachygluta helferi är en skalbaggsart som först beskrevs av Schmidt-goebel 1836.  Brachygluta helferi ingår i släktet Brachygluta, och familjen kortvingar. Enligt den finländska rödlistan är arten nationellt utdöd i Finland. Arten är reproducerande i Sverige. Artens livsmiljö är strandängar vid Östersjön.